# Camp fosc
Camp fosc, en anglès, dark field, és un tipus de correcció realitzada a la imatge digital obtinguda per una càmera CCD astronòmica, consistent en capturar una imatge del mateix temps d'integració que la imatge original sense que arribi llum al xip (per exemple, amb la tapa del telescopi posada o l'obturador de la càmera tancat). Un cop fet això es resta el resultat a la imatge original: amb això s'elimina el senyal espuri degut al corrent de foscor que genera el moviment tèrmic dels electrons en el detector. La imatge astronòmica un cop processada de "camp fosc", sol ser també corregida de camp pla.